# Дейнека Борис Степанович
Дейнека Борис Степанович (1902—1986) — оперний співак, бас.
Закінчив Московську консерваторію, а потім там же — аспірантуру.
Б. С. Дейнека був солістом Всесоюзного радіо, лауреатом Всесоюзного конкурсу вокалістів ім. Собінова (т. зв. Собіновська премія).
Протягом 1934—1936 рр. на радіо ним було записано понад 40 звукозаписів оперних партій, арій, пісень і романсів, в тому числі відома пісня І. О. Дунаєвського на вірші В. І. Лебедєва-Кумача «Широка страна моя родная» — Б. Дейнека був першим виконавцем, який записав пісню, і саме в його виконанні вона звучала щоранку по радіо на всю країну.
Він неодноразово виконував соло з Ансамблем пісні і танцю Московського військового округу, співав під управлінням оркестру Всесоюзного радіо.

## Заслання
У 1941 році співак був заарештований і засуджений за ст. 58 КК РРФСР на десять років ув'язнення за «спробу зрадити Батьківщину». У листопаді 1941 року разом з найбільш цінним майном з московської квартири, включаючи білий рояль, Дейнека намагався виїхати до лінії фронту, що підходив до Москви, мабуть — в напрямку селища Маніхіно, поруч з яким розташовувався дачний кооператив «Вокаліст Большого театру». Фургон з речами Дейнеки і сам співак були затримані військовим патрулем по дорозі до Маніхіно, яке мали захопити німці. Туди свідомо виїхали і залишилися на своїх дачах цілий ряд відомих театральних діячів — В. О. Блюменталь-Тамарін, О. О. Волков, І. Д. Жадан, О. Ф. Глазунов та ін. Під час відступу німецько-фашистських військ з-під Москви на початку грудня 1941 всі вони пішли з окупованого Маніхіно разом з німцями.
Дейнека був розподілений у Воркутинський ВТТ. Серед ув'язнених виявилося чимало професійних театральних працівників, в тому числі колишній головний режисер московського Большого театру, професор Московської консерваторії, постановник широко відомих музичних вистав, в тому числі старої монархічної опери «Життя за царя» з новою назвою «Іван Сусанін» Б. А. Мордвинов; там же відбували термін інші діячі мистецтв. Крім того, і серед членів сімей працівників НКВД виявилися артисти, зокрема дружиною одного з високопоставлених працівників штабу була довоєнна зірка Ростовського музичного театру Н. І. Глібова. У 1943 році начальник Управління Воркутстроя НКВД СРСР, інженер-полковник Михайло Митрофанович Мальцев розпорядився про створення музично-драматичного театру, художнім керівником якого призначався Б. А. Мордвинов. Так виник «Театр за колючим дротом», нині має назву Воркутинський державний драматичний театр.
Дейнека і трохи пізніше інший іменитий ув'язнений — співак баритон Т. І. Рутковський (колишній соліст Маріїнського (який став Кіровським) театру) — стали першими виконавцями основних музичних партій. Дейнека не тільки виступав на сцені сам, але ще і займався педагогічною діяльністю, готуючи обдарованих ув'язнених і вільнонайманих «артистів» для театру.
Після відбуття терміну ув'язнення і звільнення в 1953 році Б. С. Дейнеці не було дозволено повернутися в Москву: репресовані не могли жити у великих містах. Він потрапив до Сиктивкару, де, звернувшись до уряду Комі, став одним з ініціаторів створення місцевого музичного театру. 28 вересня 1957 року Рада Міністрів Комі АРСР прийняла постанову «Про організацію музичного театру в місті Сиктивкарі». 26 серпня 1958 року театр відкрився. Тепер це Державний театр опери і балету Республіки Комі.

Художнім керівником нового театру став Б. С. Дейнека, а більша частина первісної трупи складалася зі звільнених з таборів «артистів». Багато з них були підготовлені до сцени Б.Дейнекою. Б.Дейнека продовжував в цьому театрі і виконавську діяльність (серед партій — Гремін в опері «Євгеній Онєгін», де в партії Тетяни виступала співачка, теж колишня політична засуджена з Воркутинського табірного театру, В. М. Іщенко).
Заслуги співака були відзначені званням Народного артиста Комі АРСР.
З 1962 року, вийшовши на пенсію, Дейнека жив в Москві.